# Erwin Kuckertz

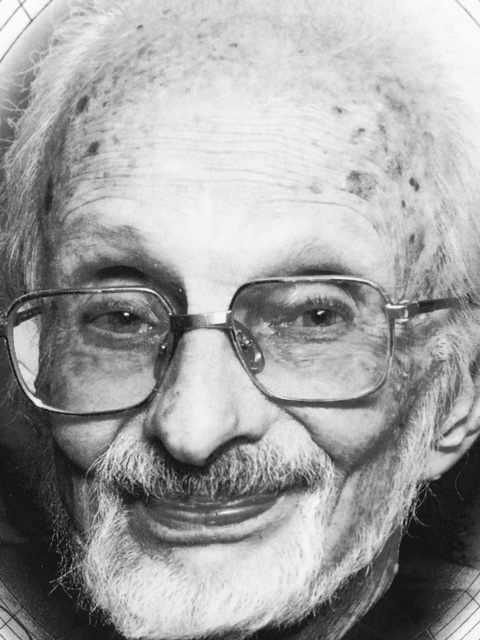
Erwin Kuckertz (um 2010)

Erwin Kuckertz (* 25. Dezember 1924 in Düren; † 30. September 2015 in Köln) war ein deutscher Klavierpädagoge, Hochschullehrer und Komponist. 

## Leben
Erwin Kuckertz studierte Klavier bei Hans Anwander und Komposition bei Rudolf Petzold an der Staatlichen Hochschule für Musik Köln. 1958 wurde Kuckertz Lehrbeauftragter, 1970 (bis zu seiner Pensionierung 1989) Professor für Klavier und Leiter des Seminars für Musikerziehung an der Kölner Musikhochschule. Er komponierte unter anderem Lieder, Kammer- und Bühnenmusik, darunter die Märchenoper „Ein Spielmann und ein Astronom“ Op. 7 für sehbehinderte Kinder, die 1958 in Düren uraufgeführt wurde.

## Werke
- 7 kleine Klavierstücke Op. 1 (1949)
- Streichtrio Op. 2
- 6 Volksliedsätze für Männerchor Op. 3
- Fantasie für Klavier Op. 4 (1953)
- Sonate für Violoncello und Klavier Op. 5
- Vagantenlieder nach Texten aus dem großen Testament von Francois Villon für Bariton, Klarinette, Viola, Schlagzeug und Klavier Op. 6 (1955)
- Märchenoper „Ein Spielmann und ein Astronom“ Op. 7 für Soli, Chor, Soloinstrumente und Orff-Orchester nach einer Hörspielfassung von Heinz Hackenbroich (1957)
- Musik für Orchester I Op. 8 (1966)
- Vier Lieder nach eigenen Texten für Sopran, Bariton (auch Sprecher), Flöte, Violoncello, Celesta, Klavier Op. 9 (1967)
- Musik für Orchester II Op. 10 (1997)
- Fünf Lieder nach Texten von C. Morgenstern Op. 11
- Streichquartett (hommage á B.B.) Op. 12 (2006)[4]

## Hörprobe
- Youtube-Video mit dem 2. Satz des Streichquartetts Op. 12